# Črepinja (zgradba)
Črepinja (angleško The Shard, uradno Shard London Bridge) je 87-nadstropni nebotičnik v osrednjem Londonu, natančneje v okrožju Southwark blizu Londonskega mostu. Z višino približno 306 m do konice antene je najvišja stavba v Združenem kraljestvu in šesta najvišja v Evropi, kot tudi druga najvišja prostostoječa zgradba v Združenem kraljestvu. Stvaritev italijanskega arhitekta Renza Piana je piramidaste oblike, zaradi ostrih robov in s steklom obdanega pročelja je dobila vzdevek »črepinja«.
Gradnja se je začela februarja 2009, končno višino so graditelji dosegli 30. marca 2012, uradna otvoritev pa je bila 5. julija tega leta. Gre za večnamensko stavbo: do 28. nadstropja so poslovni prostori, med 31. in 50. nadstropjem restavracije in hoteli, med 53. in 65. pa luksuzna stanovanja. V višini 68. do 72. nadstropja so javnosti dostopne opazovalne ploščadi, najvišja je odprta, preostanek pa je namenjen strojnim inštalacijam (generatorji, klimatizacija ipd.).
Nebotičnik, ki je nadomestil na tem mestu stoječo poslovno zgradbo Southwark Towers, je že v fazi načrtovanja vzbujal številne pomisleke javnosti, predvsem zaradi velikosti in vpadljive oblike, ki močno posega v londonsko panoramo. Tik pred začetkom gradnje je projekt v takrat ocenjeni vrednosti 350 milijonov funtov ogrozila negotovost na globalnih finančnih trgih, nakar je financiranje preko različnih investicijskih družb prevzel katarski emirat, ki je zdaj 95-odstotni lastnik.